# 老北京炸鸡

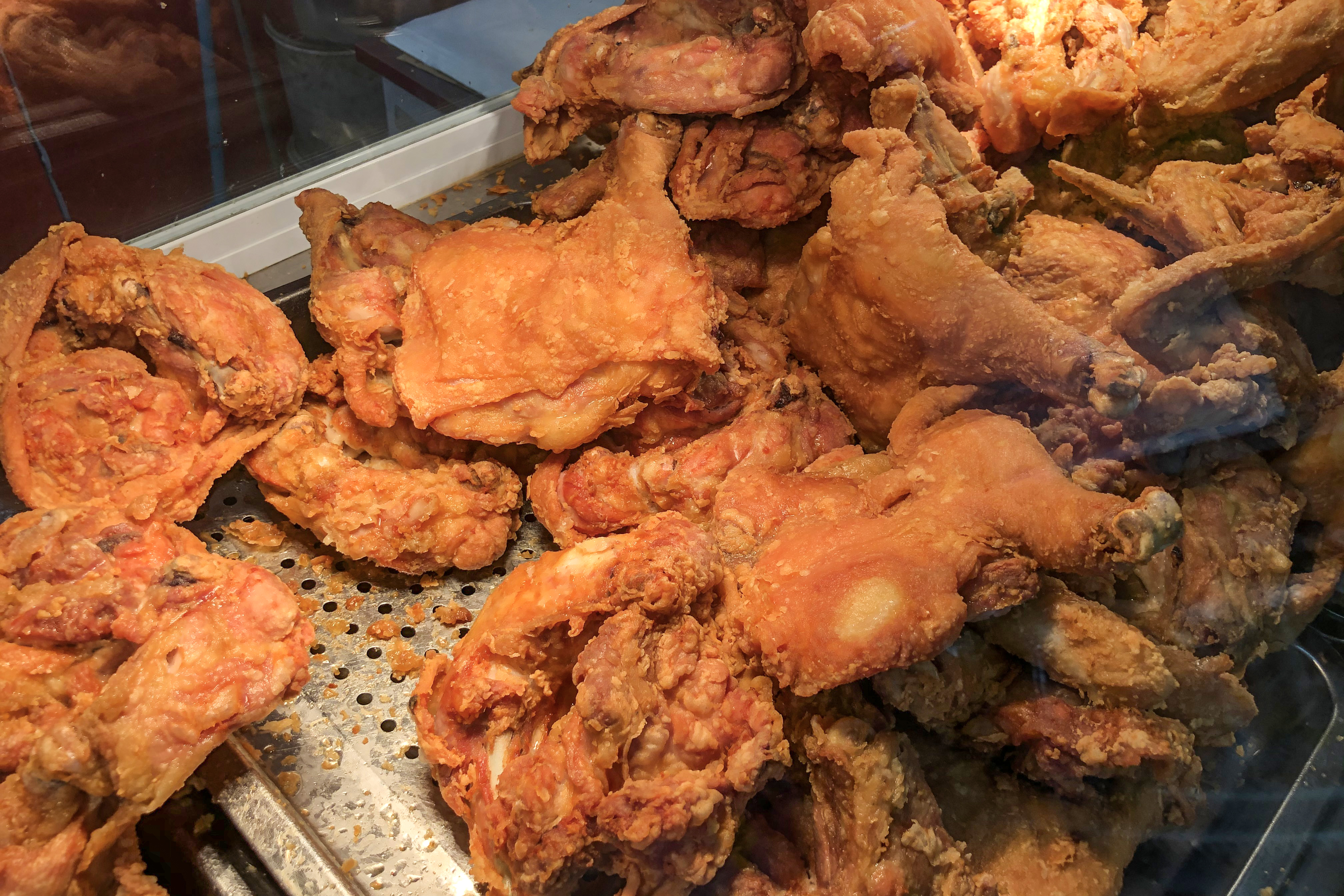
在左家庄销售的老北京美式炸鸡

老北京炸鸡，或称老北京美式炸鸡，是一道出现于北京的小吃。其制作方法源自美式炸鸡，但又融入了一些中餐的特色。

## 简介

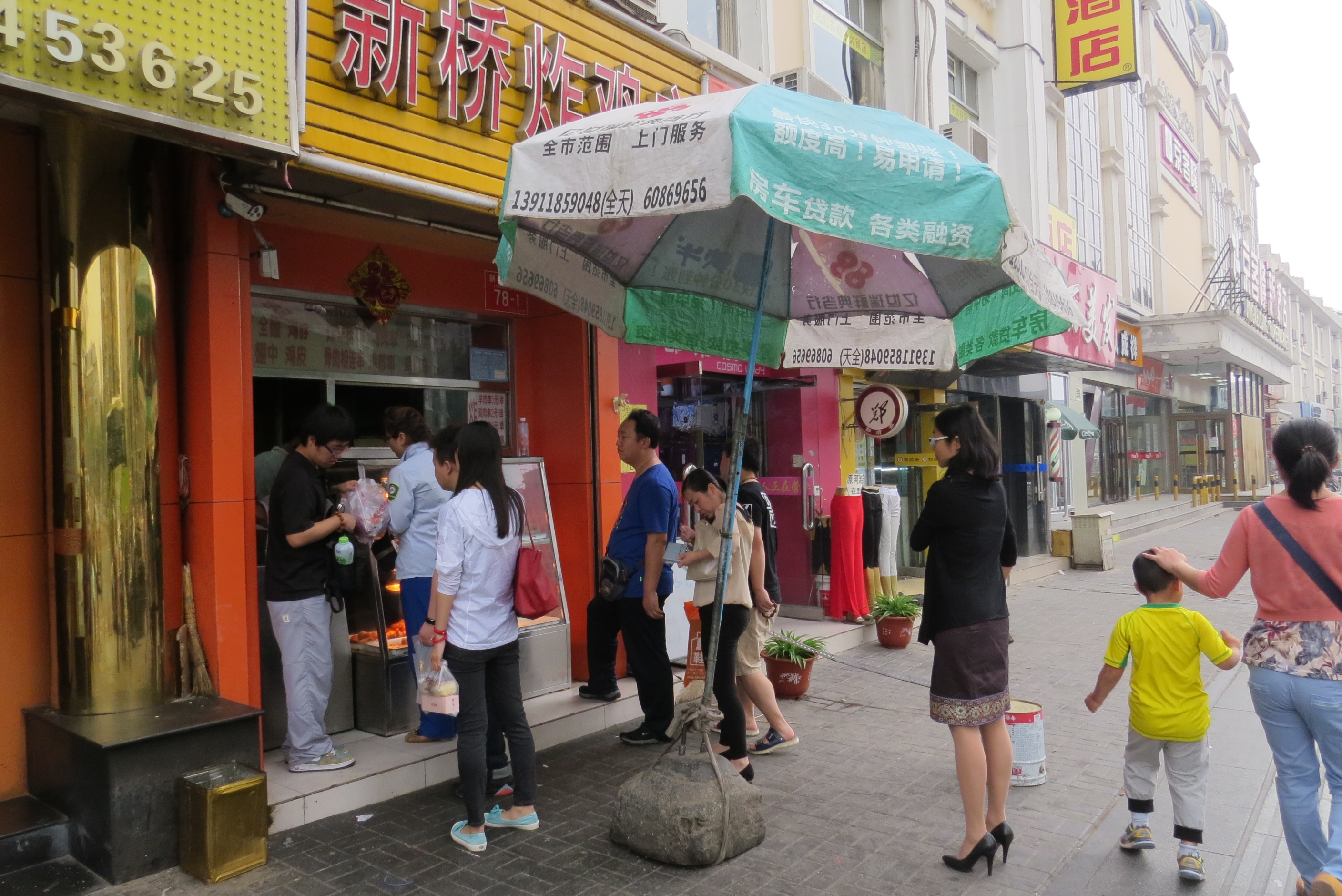
销售“老北京美式炸鸡”的门头沟区新桥炸鸡店

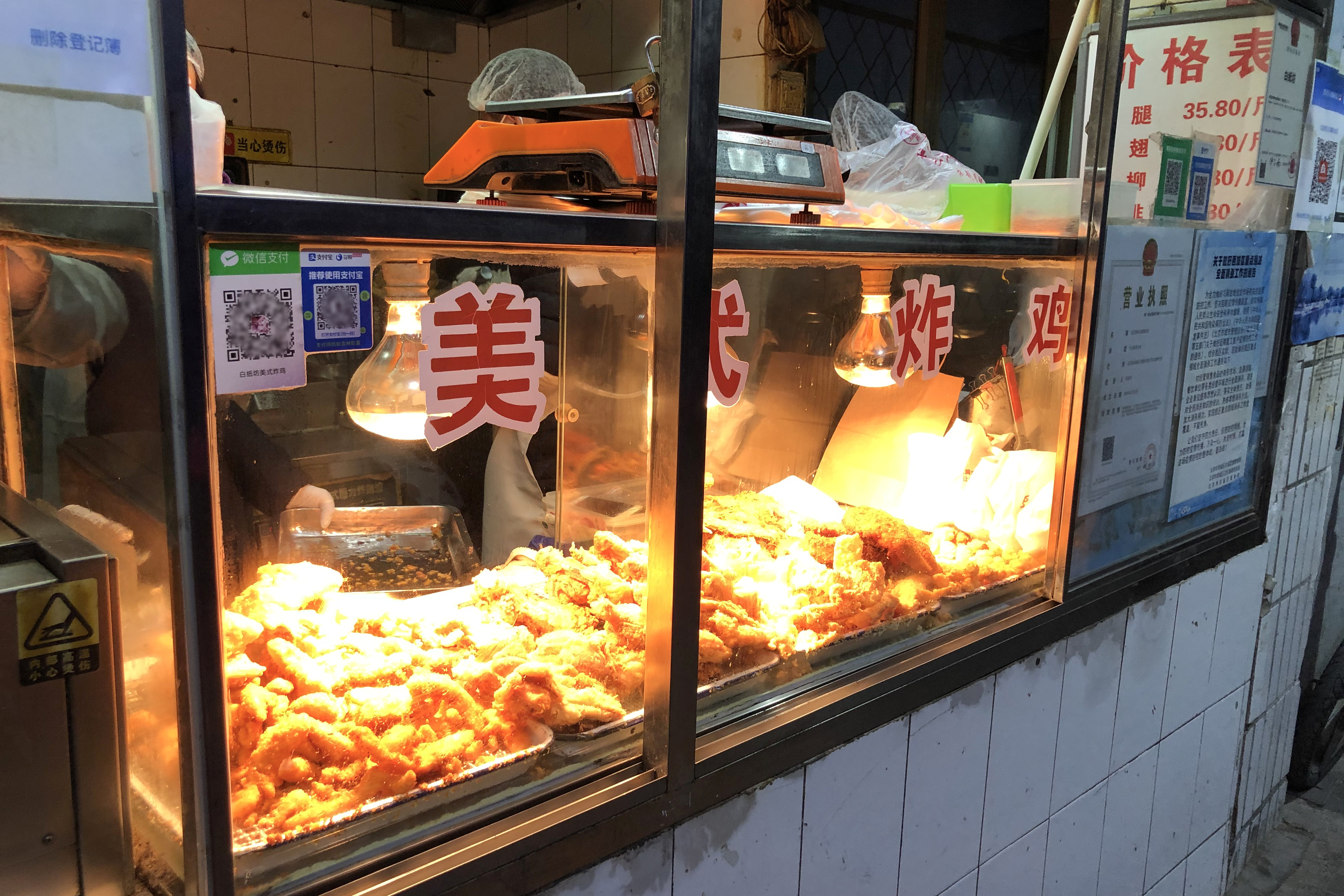
白纸坊炸鸡店的白炽灯和按市斤计价的价目表

1987年，中国大陆第一家肯德基在北京前门开业。由于当时肯德基超过一般民众的消费能力，于是有人开始尝试寻求替代品。不久后北京街头便开始出现售卖“美式炸鸡”的摊点。
与传统的美式炸鸡只在面糊中加入调味料不同的是，北京的“美式炸鸡”在裹面油炸前一般会进行腌制。另外，一般都是事先炸制好再售卖，为保持口感，店家会使用白炽灯或者专门的加热展示柜进行烘烤，售卖时也一般按市斤而不是按照块或份出售。